# Manfred Lennings

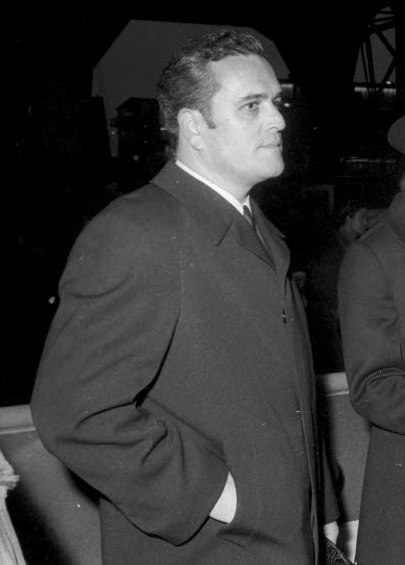
Manfred Lennings (1970)

Manfred Lennings (* 23. Februar 1934 in Oberhausen; † 1. März 2008 in Essen) war ein deutscher Industriemanager. Er war von 1975 bis 1983 Vorstandsvorsitzender des damaligen Gutehoffnungshütte-Konzerns (GHH, heute MAN), später Aufsichtsratsvorsitzender bei Krupp, Verwaltungsratsvorsitzender der Treuhandanstalt und langjähriger Präsident des Instituts der deutschen Wirtschaft.

## Ausbildung
Der Sohn des Hüttendirektors Wilhelm Lennings (1900–1944) studierte nach dem Abitur zunächst Betriebswirtschaft in München und anschließend Bergbau an der Bergakademie Clausthal. Während seines Studiums war er unter anderem 1959/60 Vorsitzender des Verbands Deutscher Studentenschaften.

## Manager im Gutehoffnungshütte-Konzern
Nach der Promotion zum Dr.-Ing. (1964) begann Lennings als Vorstandsassistent bei der Gutehoffnungshütte Aktienverein in Oberhausen (GHH). Dort machte er rasch Karriere und wurde 1968 als Leiter der Hauptabteilung Planung und Volkswirtschaft zum Direktor ernannt. Noch im gleichen Jahr wechselte er gerade 34-jährig in den Vorstand der Deutsche Werft AG, die damals noch eine mehrheitliche GHH-Tochter war und bald darauf zur Howaldtswerke-Deutsche Werft AG (HDW) fusionierte, deren Vorstandsvorsitz Lennings 1970 übernahm. Fünf Jahre später rückte Lennings schließlich an die Spitze des GHH-Gesamtkonzerns. Wegen seines rasanten Aufstiegs wurde Lennings seinerzeit von der Zeitschrift Capital zum „Manager des Monats“ gekürt.
Die aus dem gleichnamigen Oberhausener Hüttenwerk hervorgegangene GHH-Holding war zu jener Zeit Europas größter Maschinenbaukonzern und beschäftigte bei einem Umsatz von 18,7 Mrd. DM (1982) rund 80.000 Mitarbeiter. Davon entfielen jedoch rund 60.000 auf die Maschinenbautochter M.A.N. und vor allem deren Nutzfahrzeugtochter und die ihr zugeordneten Firmen. Die M.A.N. geriet zu Beginn der 1980er Jahre in eine schwere Krise, die auch dem Mutterkonzern erhebliche Verluste einbrachte. Ein von Lennings daraufhin vorgelegtes Sanierungskonzept stieß jedoch auf massiven Widerstand bei den GHH-Hauptanteilseignern Allianz und Commerzbank, so dass Lennings schließlich im November 1983 von seinem Amt als Vorstandsvorsitzender der GHH zurücktrat. Sein Nachfolger Klaus Götte setzte Lennings’ Sanierungsplan jedoch im Wesentlichen um. 1986 wurden die GHH und ihre bisherige Tochter zur heutigen Holdinggesellschaft MAN AG verschmolzen und der Unternehmenssitz nach München verlegt.

## Berater und Krupp-Aufsichtsratsvorsitzender
Lennings selbst verzichtete in der Folge darauf, noch einmal in die aktive Führung eines Großunternehmens einzutreten. Stattdessen konzentrierte er sich auf Beratertätigkeiten und seine zahlreichen Aufsichtsratsmandate, die er auch nach seinem Ausscheiden bei der GHH behalten hatte.
1989 wurde er in den Aufsichtsrat des Krupp-Konzerns berufen und übernahm später auch dessen Vorsitz. In seine Amtszeit als Aufsichtsratsvorsitzender fielen unter anderem die Umwandlung der Fried. Krupp GmbH in eine Aktiengesellschaft (1992), die Übernahme der Dortmunder Hoesch AG 1992 sowie die Fusion mit der Thyssen AG 1997–99. Weitere Aufsichtsratsmandate bekleidete er bei Großkonzernen wie Bayer, Deutsche Shell, Alcatel SEL, Lufthansa und Deutsche Post AG.
Nach der deutschen Wiedervereinigung wurde Lennings 1990 in den Verwaltungsrat der Berliner Treuhandanstalt berufen, dessen Vorsitz er April 1993 übernahm und bis zur Auflösung der Treuhand Ende 1994 innehatte. Von 1982 bis 2000 war er zudem Präsident des Instituts der Deutschen Wirtschaft in Köln. In dieser Funktion gehörte er auch den Präsidien des Bundesverbandes der Deutschen Industrie (BDI) und der Bundesvereinigung der Deutschen Arbeitgeberverbände (BDA) an.